# ゆかいなアニマルバス
『ゆかいなアニマルバス』は、クーリアの動物をモチーフにしたバスのキャラクターである。

## 来歴
2014年頃、クーリア所属のデザイナー・こてらしほがキャラクター案として提出した「はたらくぱんだ パンダバス」が原型である。その後、パンダ以外の動物のバスのキャラクターが追加され、現在の形になった。

## 絵本
ポプラ社より刊行。第1作のみデザイナーのこてらしほが文章とイラスト両方とも手がけているが、第2作よりあさのますみが文章を、こてらがイラストをそれぞれ担当している。2021年8月時点で累計部数は12万部を突破した。
1. アニマルバスとわすれもの（2017年7月） ISBN 978-4-591-15942-2
2. アニマルバスとパンやさん（2018年8月） ISBN 978-4-591-15942-2
3. アニマルバスとよるのもり（2019年8月） ISBN 978-4-591-16345-0
4. アニマルバスとたんじょうび（2020年8月）ISBN 978-4-591-16722-9
5. アニマルバスとくものうえ（2021年8月）ISBN 978-4-591-17068-7
6. アニマルバスともぐらバス（2022年8月）ISBN 978-4-591-17451-7
7. アニマルバスとほしまつり（2023年8月）ISBN 978-4-591-17857-7

## テレビアニメ
テレビ東京系列の子供向けバラエティ番組「きんだーてれび」内にて、2017年1月から3月までは第1期が放送され、同年7月から9月までは第2期が放送された。

### あらすじ
動物でもあり乗り物でもある、不思議な乗り物「アニマルバス」。アニマルバス村に暮らすパンダバスのファンファンはじめ見習いバスたちは、アニマルバス学園に通い、一人前のバスになれるよう勉強している。

### 登場キャラクター
ファンファン
声 - 高橋未奈美
パンダバスの男の子。心優しいがんばり屋。
ベアード
声 - 小林大紀
クマバスの男の子。真面目な性格で規律を守ることを大事にしている。
モコ
声 - 竹達彩奈
プードルバスの女の子。アニマルバス村のアイドル的存在。自撮りが趣味。

### スタッフ
- 原作 - クーリア
- キャラクターデザイン - こてらしほ
- 監督&脚本 - 渡辺誠之
- CGデザイナー - 古川彰吾、片山友里、松本菜摘、岩井文吾、池ヶ谷愛
- 背景美術 - Mozy
- 音楽 - 石井美夏、青木晋太郎（第2期）
- 音楽制作 - トムス・ミュージック
- 音響監督 - 長嶋篤史
- 録音調整 - 鈴木智子
- 音響効果 - 徳永義明
- 音響制作 - 神南スタジオ
- プロデューサー - 川嶋洋樹
- 文芸 - 上田菜保子
- 制作 - トムス・エンタテインメント、トムス・ジーニーズ
- 製作 - アニマルバス製作委員会

### 各話リスト
| 話数   | サブタイトル                        |
| ------ | ----------------------------------- |
| 第1話  | ぼくはファンファン                  |
| 第2話  | ここはアニマルバス学園              |
| 第3話  | S字クランクにちょうせん！           |
| 第4話  | いたずらバスのタヌー                |
| 第5話  | かけっこでしょうぶだ！              |
| 第6話  | あらくれアリダイル                  |
| 第7話  | がんばれ！さかみちはっしん          |
| 第8話  | クイズでしょうぶだ！学科試験        |
| 第9話  | アイドルバスのモコ                  |
| 第10話 | アニマルバス学園うんどうかい その１ |
| 第11話 | アニマルバス学園うんどうかい その２ |
| 第12話 | がんばれ！ファンファン              |
| 第13話 | みならいバスのファンファン          |
| 第14話 | レオポルドのけが                    |
| 第15話 | シーバの大？ぼうけん                |
| 第16話 | 川のかいぶつ                        |
| 第17話 | タヌーのいたずら                    |
| 第18話 | うんてんしさん                      |
| 第19話 | みならいレオポルド                  |
| 第20話 | 空をとびたい！                      |
| 第21話 | モコのドキドキツアー                |
| 第22話 | 花火をとどけろ！ その１             |
| 第23話 | 花火をとどけろ！ その２             |
| 第24話 | とびだせ！アニマルバス              |